# Ledouxia alluaudi
Ledouxia alluaudi (Simon, 1898) è un ragno appartenente alla famiglia Thomisidae.
È l'unica specie nota del genere Ledouxia.

## Distribuzione
L'unica specie oggi nota di questo genere è stata rinvenuta sull'isola Mauritius e sull'isola Réunion, in pieno Oceano Indiano

## Tassonomia
Dal 2005 non sono stati esaminati altri esemplari, né sono state descritte sottospecie al 2014.